# Clásico RCN
Der Clásico RCN (sp., dt.: RCN-Klassiker) ist ein kolumbianisches Radsport-Etappenrennen.
Das lange Zeit neben der Vuelta a Colombia bedeutendste kolumbianische Radrennen wird u. a. durch das Radio Cadena Nacional, einen der ältesten und größten kolumbianischen Radiosender, gesponsert. Das erste Rennen fand 1961 statt und wurde von Ruben Dario Gomez gewonnen. Zahlreiche berühmte kolumbianische Radprofis gewannen den Clásico RCN, darunter Martín Emilio Rodríguez, Fabio Parra und Luis Herrera.
Während der 1980er Jahre wurden einige Veranstaltungen des Clásico RCN „open“ ausgetragen. An diesen Rennen nahmen auch professionelle Radsportteams aus Europa teil, darunter Peugeot-Shell-Michelin, Renault-Elf-Gitane, SEM-France Loire, La Vie Claire, Zor und Reynolds.
Zwei Gesamtsieger des Rennens wurden wegen Doping disqualifiziert: 1971 wurde Álvaro Pachón Morales disqualifiziert und der Sieg wurde Rafael Antonio Niño zugesprochen. Ebenso wurde 1991 Fabio Hernán Rodríguez nach der Disqualifikation von Pablo Wilches zum Sieger erklärt.
Ein tragischer Rennunfall ereignete sich während der 1985er Auflage des Rennens: Der Fahrer Jorge Iván Ramírez verstarb infolge eines Sturzes.
Vom Jahr 2004 an wurde das Rennen nicht mehr in die internationalen Rennkalender des Weltradsportverbands Union Cycliste Internationale aufgenommen, was u. a. die Teilnahme kolumbianischer Continental Teams und von maximal drei ausländischen Teams ermöglicht, aber die Einladung von Mannschaften der Kategorien ProTeam und Professional Continental Team ausschließt.

## Palmarès
| - 1961: Rubén Darío Gómez - 1962: Rubén Darío Gómez - 1963: Martín Emilio Rodríguez - 1964: Gabriel H. Buitrago - 1965: Javier Suárez - 1966: Javier Suárez - 1967: Carlos Montoya - 1968: Jairo Grijalva - 1969: Álvaro Pachón - 1970: Óscar González - 1971: Rafael Antonio Niño - 1972: Álvaro Mejía Castrillón - 1973: Juan de Dios Morales - 1974: Norberto Cáceres - 1975: Rafael Antonio Niño - 1976: José Patrocinio Jiménez - 1977: Rafael Antonio Niño - 1978: Rafael Antonio Niño - 1979: Rafael Antonio Niño - 1980: Fabio Navarro - 1981: Manuel I. Gutiérrez - 1982: Luis Herrera - 1983: Luis Herrera - 1984: Luis Herrera - 1985: Pacho Rodríguez - 1986: Luis Herrera - 1987: Fabio Parra - 1988: Álvaro Mejía Castrillón - 1989: Álvaro Mejía Castrillón - 1990: Gustavo Wilches - 1991: Fabio Hernán Rodríguez - 1992: Alberto Camargo | - 1993: Luis Alberto González - 1994: Julio César Aguirre - 1995: Raúl Montaña - 1996: Israel Ochoa - 1997: Raúl Montaña - 1998: Raúl Montaña - 1999: Jairo Hernández - 2000: Juan Diego Ramírez - 2001: Juan Diego Ramírez - 2002: José Castelblanco - 2003: José Castelblanco - 2004: Hernán Buenahora - 2005: Libardo Niño - 2006: Javier González - 2007: Libardo Niño - 2008: Óscar Sevilla - 2009: Mauricio Ortega - 2010: Félix Cárdenas - 2011: Rafael Infantino - 2012: Óscar Sevilla - 2013: Camilo Gómez - 2014: Óscar Soliz - 2015: Omar Mendoza - 2016: Óscar Sevilla - 2017: Juan Pablo Suárez - 2018: Alex Cano - 2019: Óscar Sevilla - 2020: Jose Hernandez - 2021: Fabio Duarte - 2022: Aldemar Reyes - 2023: Aldemar Reyes - 2024: Kevin David Castillo |